# L'Imprésario sous le divan
L’Imprésario sous le divan est une nouvelle d’Anton Tchekhov parue en 1885.

## Historique
L’Imprésario sous le divan est initialement publié dans la revue russe Les Éclats, no 51, du 21 décembre 1885, signée A.Tchékhonté. Aussi traduit en français sous le titre L'Entrepreneur sous le divan.

## Résumé
La jeune actrice Klavida Dolskaïa-Kaoutchoukova revient en courant dans sa loge pour enlever son costume de tzigane et revêtir un costume de hussard. Elle se déshabille entièrement pour gagner du temps. Il faut faire vite. Elle entend un bruit suspect dans sa loge et découvre l’imprésario Indioukov caché sous son divan.
Elle veut appeler à l’aide. Il l’en dissuade : il est poursuivi par un certain Pryndine à qui il a pris sa femme et cinq mille roubles. Il la supplie de rester sous le divan et, en guise de récompense, il l’augmentera de soixante quinze roubles et lui donnera un demi gala. Elle accepte malgré sa réputation de menteur, « c’est dans l’intérêt de l’art », pense-t-elle.
À la fin de la représentation, Indioukov revient la voir. L’homme qu’il avait vu n’est pas Pryndine ; il ne peut donc pas tenir sa parole : « Si ç’avait été Pryndine, bien sûr, j’étais obligé, mais c’est un inconnu… »

## Édition française
- L’Imprésario sous le divan, traduit par Édouard Parayre, in Œuvres I, Paris, Éditions Gallimard, coll. « Bibliothèque de la Pléiade » no 197, 1968  (ISBN 978-2-07-0105-49-6).